# Crotalus totonacus
Crotalus totonacus là một loài rắn trong họ Rắn lục. Loài này được Gloyd & Kauffeld mô tả khoa học đầu tiên năm 1940.